# Polomka
Polomka é um município da Eslováquia, situado no distrito de Brezno, na região de Banská Bystrica. Tem 94,02 km² de área e sua população em 2018 foi estimada em 2.970 habitantes.

## Demografia
| Ano:        | 1994 | 2004   | 2014   | 2024   |
| ----------- | ---- | ------ | ------ | ------ |
| Broj ljudi: | 3206 | 3162   | 3028   | 2859   |
| Razlika:    |      | -1,37% | -4,23% | -5,58% |

| Ano:               | 2023 | 2024   |
| ------------------ | ---- | ------ |
| Número de pessoas: | 2864 | 2859   |
| Diferença:         |      | -0,17% |